# Theridion soaresi
Theridion soaresi là một loài nhện trong họ Theridiidae.
Loài này thuộc chi Theridion. Theridion soaresi được Herbert Walter Levi miêu tả năm 1963.